# Lievin-Bonaventure Proyart
L'abat Lievin-Bonaventure Proyart (1743-1808) va ser un escriptor i religiós francès catòlic, monàrquic, contrarevolucionari i antimaçònic. En 1808 va ser condemnat a la presó, (on va morir) per raons polítiques després de la publicació del seu llibre sobre Lluís XVI.

## Enllaços i referències
- La Politique tirée de l'Ecriture Sainte et le Discours sur l'Histoire universelle dans la pensée contre-révolutionnaire. L'exemple de l'abbé Proyart per Augustin Pic Arxivat 2007-05-31 a Wayback Machine.